# Thomas Kraft
Thomas Kraft (Kirchen, 22. srpnja 1988.) bivši je njemački nogometni vratar.
Za Bayern II, debitirao je 2006. godine; a igrao je i u utakmicama tada nove 3. Lige.

## Vanjske poveznice
- Statistika na Fussballdaten.de (njem.)
- Profil  Arhivirana inačica izvorne stranice od 13. travnja 2009. (Wayback Machine) na Transfermarkt.de (njem.)
- Profil na FCB.de (njem.)